# Гумба (громада)
Гу́мба (англ. Gumba) — вища традиційна громада у складі дистрикту Мчинджі Центрального регіону Малаві.
Населення — 16953 особи (2018).